# All-America
 (octobre 2010).
Si vous disposez d'ouvrages ou d'articles de référence ou si vous connaissez des sites web de qualité traitant du thème abordé ici, merci de compléter l'article en donnant les références utiles à sa vérifiabilité et en les liant à la section « Notes et références ».

Une équipe All-America est une équipe sportive virtuelle et honorifique composée de joueurs amateurs désignés par certains média  en vertu de leurs performances. Ces joueurs sont considérés  comme les meilleurs à leur poste pour une saison donnée. L'invention originelle du terme « All-America » semble naître avec une liste des meilleurs joueurs de football américain universitaire établie en 1889 par Caspar Whitney et publiée dans This Week's Sports en collaboration avec Walter Camp.   

## Baseball
En baseball, les équipes All-America sont sélectionnées chaque année par l'American Baseball Coaches Association et le Collegiate Baseball Newspaper.

## Basket-ball
Pour le basket-ball, les joueurs sont désignés par l'Associated Press et The United States Basketball Writers Association (USBWA).

## Football américain
Pour le football, un collège préside au choix de l'équipe All-America. Il est composé des membres suivants : l'Associated Press, l'American Football Coaches Association, Football Writers Association of America, Sporting News et Walter Camp Football Foundation (WCFF).